# Калехгандж
Калехга́ндж (перс. قلعه‌گنج‎) — город в южной части Ирана, в остане Керман. Административный центр одноимённого шахрестана.

## География
Город находится в южной части Кермана, на высоте 395 метров над уровнем моря.
Калехгандж расположен на расстоянии приблизительно 312 километров к юго-юго-востоку (SSE) от Кермана, административного центра провинции и на расстоянии 1085 километров к юго-востоку от Тегерана, столицы страны.

## Население
По данным переписи, на 2006 год население составляло 11 560 человек.